# Jack Benny
Jack Benny est un acteur, humoriste et producteur américain né le 14 février 1894 à Chicago, dans l'Illinois (États-Unis), et mort le 26 décembre 1974 à Holmby Hills (Los Angeles).

## Biographie
Jack Benny est né sous le nom de Benjamin Kubelsky à Chicago, dans l'Illinois, le 14 février 1894, et a grandi à Waukegan, en banlieue nord de cette même ville. Il était le fils d'immigrants juifs venus chercher du travail aux États-Unis : Meyer Kubelsky (1864-1946) et Emma Sachs Kubelsky (1869-1917).
Il s'est marié le 24 janvier 1927 avec l'actrice américaine Mary Livingstone (1905–1983). Le couple adopta une petite fille du nom de Joan Benny qui devint également une actrice.
Après sa carrière cinématographique, il fut également présentateur sur une grande chaîne de radio puis de la télévision américaine avec son show The Jack Benny Program. Il est considéré comme un grand humoriste.

## Filmographie

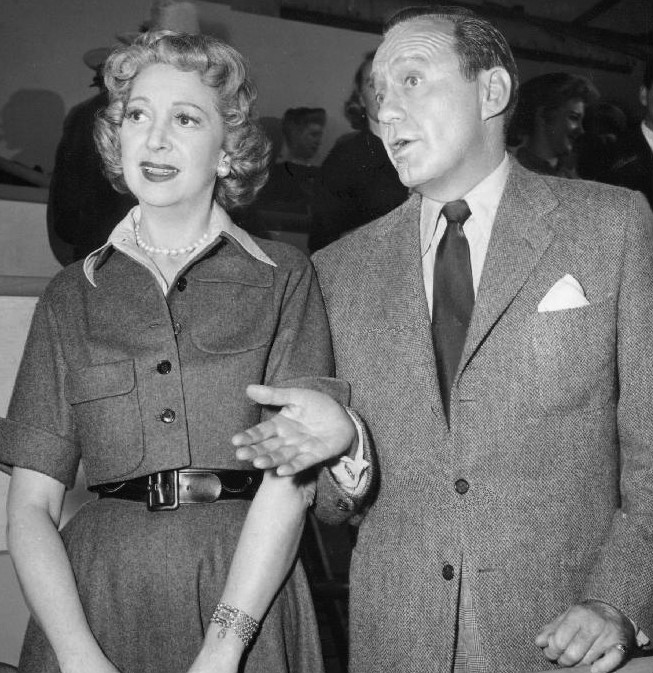
Jack Benny et son épouse Mary Livingstone, 1960

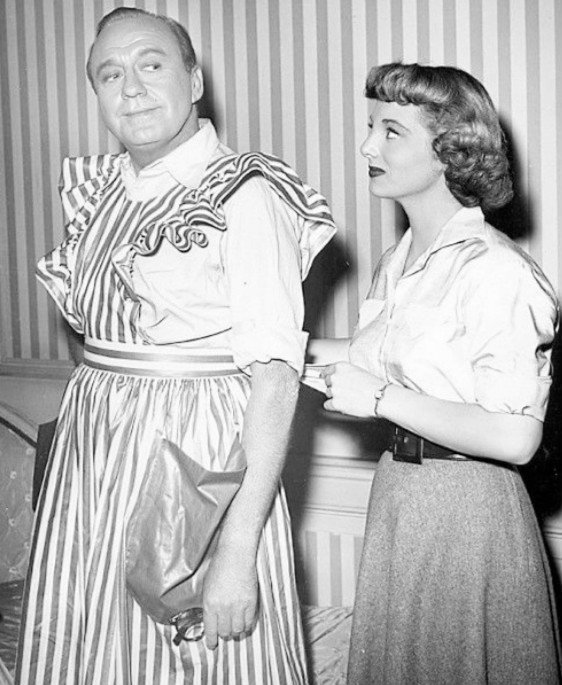
Jack Benny et sa fille Joan à la télevision, 1954

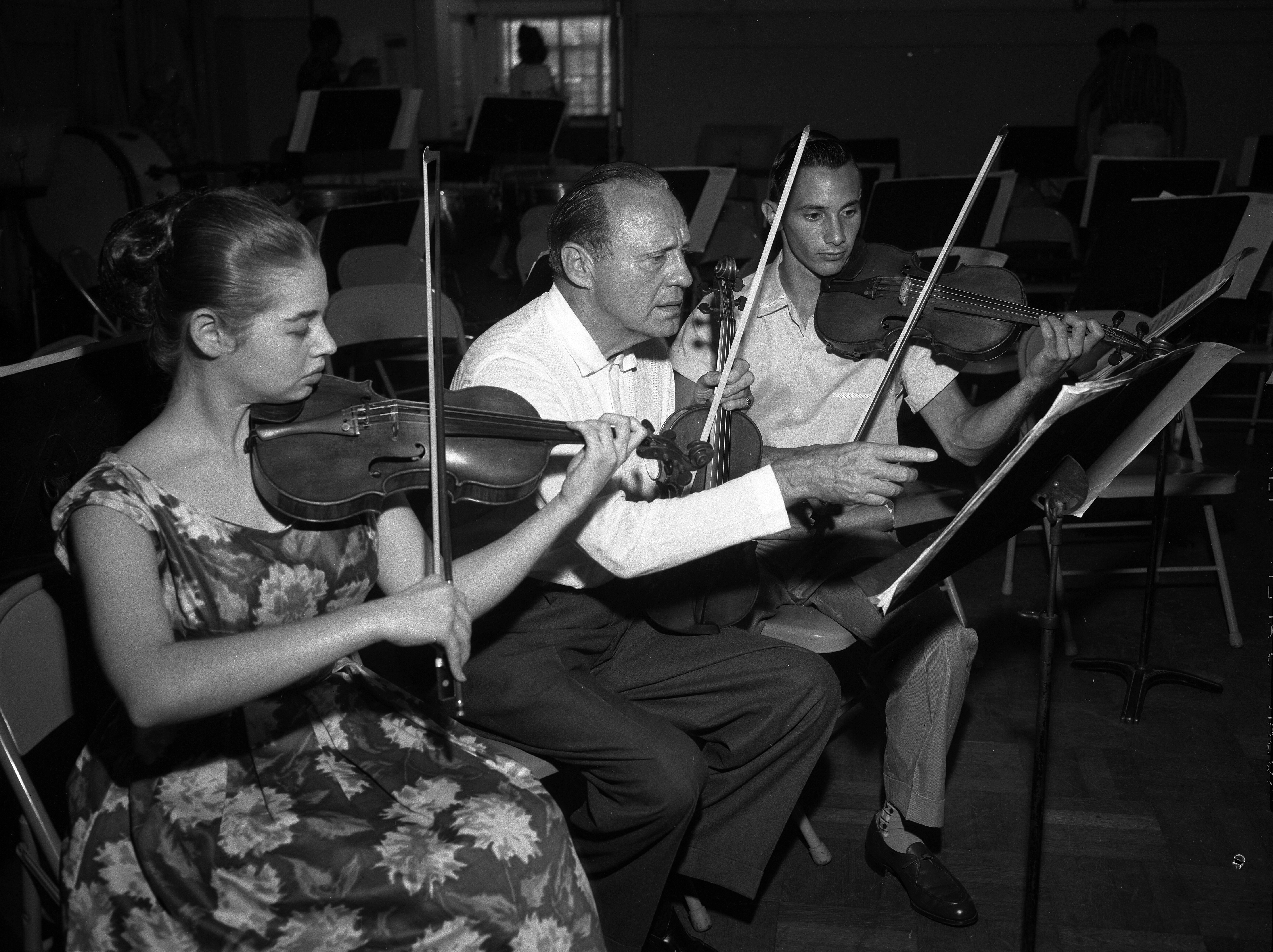
Jack Benny avec le California Junior Symphony Orchestra, 1959.

### Comme acteur
- 1929 : Hollywood chante et danse (The Hollywood Revue of 1929) de Charles Reisner : Lui-même en maître de cérémonie
- 1930 : Chasing Rainbows de Charles Reisner : Eddie
- 1930 : The Rounder : Mr. Bartlett
- 1930 : Lord Byron of Broadway d'Harry Beaumont et William Nigh : Voice on Radio
- 1930 : The Medicine Man de Percy Pembroke : Dr. John Harvey
- 1931 : A Broadway Romeo de Mort Blumenstock : Jack Benny
- 1931 : Cab Waiting de Norman Taurog : Jack Benny
- 1933 : Mr. Broadway : lui-même
- 1934 : Transatlantic Merry-Go-Round (en) de Benjamin Stoloff : Chad Denby
- 1935 : La Naissance d'une étoile (Broadway Melody of 1936) : Bert Keeler
- 1935 : It's in the Air : Calvin Churchill
- 1936 : The Big Broadcast of 1937 : Jack Carson
- 1936 : L'Appel de la folie (College Holiday) de Frank Tuttle : J. Davis Bowster
- 1937 : Artistes et Modèles (Artists & Models) : Mac Brewster
- 1938 : Artists and Models Abroad : Buck Boswell
- 1939 : L'Irrésistible Monsieur Bob (Man about Town) de Mark Sandrich : Bob Temple
- 1940 : Buck Benny Rides Again (en) de Mark Sandrich : Jack Benny
- 1940 : Love Thy Neighbor : Jack Benny
- 1941 : Charley's Aunt : Babbs Babberley
- 1942 : To be or not to be, jeu dangereux (To Be or Not to Be) : Joseph Tura
- 1942 : George Washington Slept Here : Bill Fuller
- 1943 : The Meanest Man in the World de Sidney Lanfield : Richard Clark
- 1944 : Hollywood Canteen de Delmer Daves : Cameo
- 1945 : The Horn Blows at Midnight : Athanael
- 1949 : Don Juan de l'Atlantique (le grand amoureux) : Cameo
- 1959 : The Mouse That Jack Built : Jack / Himself (voix)
- 1960 : The Slowest Gun in the West (TV) : Chicken Finsterwald
- 1963 : Un monde fou, fou, fou, fou (It's a Mad Mad Mad Mad World) de Stanley Kramer : Un homme dans une voiture, dans le désert
- 1967 : All About People : le narrateur
- 1967 : Petit guide pour mari volage (Un guide pour homme marié) de Gene Kelly : Technical Adviser (Ollie 'Sweet Lips')
- 1970 : The Mad, Mad, Mad Comedians (TV) (voix)
- 1972 : The Man : Cameo
- 1974 : Annie and the Hoods (TV)

### comme producteur
- 1949 : The Lucky Stiff

## Anecdotes
- Jack Benny était l'acteur préféré d'un certain Alfred Hawthorn Hill qui plus tard, devenu humoriste, changea de prénom pour lui rendre hommage en devenant Benny Hill.
- C'est aussi Jack Benny qui fit découvrir l'art de la comédie au jeune Miles Bennett (futur partenaire de George Hudson dans le tandem Bennett & Hudson).